# In krabbengang
In Krabbengang (oorspronkelijke Duitse titel: Im Krebsgang) is een roman uit 2002 van de Duitse auteur Günter Grass.  De auteur legt zelf de betekenis van de titel uit omdat hij de gebeurtenissen niet chronologisch zal gaan beschrijven, "ongeveer zoals krabben doen, die zijwaarts stappend doen alsof ze achteruitlopen maar tamelijk snel vooruitkomen." Maar tevens staat "Krebs" en ook  het vertaalde titelwoord krab, voor kanker. De voortwoekerende kanker van de nazipropaganda.

## Verhaal
De auteur voert de fictieve familie Pokriefke op  om historische gebeurtenissen in te kleuren.  
De drie hoofdpersonen zijn:
Paul PokriefkeOp 30 januari 1945 op de Oostzee  geboren met een onbekende vader, waarschijnlijk aan boord van de torpedoboot Löwe. Hij groeit op in de DDR bij zijn moeder in Schwerin en vertrekt vlak voor de bouw van de muur met de metro naar West-Berlijn en gaat op kamers bij de hartsvriendin van zijn moeder, Jenny Brunies. Paul trouwt met Gabi en voorziet in zijn levensonderhoud als een middelmatige journalist. Sinds de scheiding na 7 jaar huwelijk heeft hij nog maar weinig contact met zijn zoon Konrad en zijn ex-vrouw. Via zijn computer belandt hij op de website van zijn zoon. Zijn moeder noemt hem een slapjanus en zijn ex-vrouw vindt hem een mislukkeling.
Tulla (Ursula) PokriefkeGeboren op 11 juni 1927. Ze gaat hoogzwanger aan boord van het schip Wilhelm Gustloff als onderdeel van de operatie Hannibal, de grootscheepse evacuatie van Duitse militairen en vluchtelingen over zee in januari 1945. Na de oorlog leeft ze in het Oost-Duitse Schwerin, de geboorteplaats van Wilhelm Gustloff. Na de val van de muur komt ze in contact met haar kleinzoon Konny, die ze voor haar leven weet te interesseren. Tulla geniet van haar eigen extreme standpunten. In nazi-Duitsland was ze aanhanger van Robert Ley, die onderdeel was van de linkse socialistische tak van de nazipartij. Na de dood en verguizing van Jozef Stalin, bleef ze in de DDR eigenwijs een fervent Stalinbewonderaar.
Konrad(Konny) PokriefkeGeboren in maart 1980. Geïnspireerd door zijn grootmoeder beheert hij een website www.blutzeuge.com, nadat ze hem een Mac-computer cadeau heeft gedaan. Hier  wordt al het nieuws over het torpederen van het schip de Wilhelm Gustloff besproken. Ook de moordaanslag op Wilhelm Gustloff, de naamgever van het schip speelt een prominente rol op het discussieplatform. Op zeker moment bemerkt zijn vader Paul tot zijn ontzetting dat zijn zoon de websitebeheerder is.
De auteur behandelt de gebeurtenissen niet in chronologische volgorde. Het begint in Davos (Zwitserland) waar op 4 februari 1936 de leider van de Duitse Nazipartij Wilhelm Gustloff door de joodse student David Frankfurter uit Kroatië wordt vermoord met 4 revolverschoten. Hij verklaart: "Ik heb geschoten omdat ik een jood ben." De nazipartij maakt hem tot een martelaar, een “blutzeuge” en eert hem als naamgever van een groot passagiersschip dat in 1937 door zijn weduwe Hedwig en Adolf Hitler te water wordt gelaten. Het schip vaart voor de organisatie Kraft durch Freude, onderdeel van de gelijkgeschakelde vakbond van Robert Ley. Op 30 januari 1945 wordt dit dan bewapende passagiersschip met 1500 militairen en 9000 vluchtelingen door de sovjet-onderzeeër de S-13 onder bevel van Alexander Iwanowitsch Marinesko met drie torpedo’s tot zinken gebracht. Na de val van de muur komt Konrad langzaam onder invloed van zijn grootmoeder, waarbij hij zijn gescheiden ouders uit het oog verliest. De door haar geschonken Mac computer verschaft hem een plaats op het internet.
Hoewel er al een gedetailleerd boek over de ondergang van de Wilhelm Gustloff is geschreven door Heinz Schön, de assistent-administrateur van het schip, eist Tulla van haar zoon Paul een eigen boek over de grootste scheepsramp uit de geschiedenis en tevens zijn eigen geboorte. Haar kleinzoon Konrad neemt deze taak min of meer op zich met een modern opgezet internetforum. Er ontstaan heftige discussies tussen Konrad, die zich op het forum Wilhelm noemt, en ene David, die zich uitgeeft voor een jood, maar na zijn dood een Arische Duitser blijkt te zijn met de naam Wolfgang Stremplin. Een afgesproken ontmoeting tussen de twee antagonisten eindigt in een liquidatie als Wolfgang het restant van het gedenkteken van Wilhelm Gustloff in Schwerin drie keer bespuugt. Met een pistool liquideert Konrad zijn tegenstrever met de woorden: "Ik heb geschoten  omdat ik Duitser ben." In 1936 had David Frankfurter tegen Wilhelm Gustloff immers gezegd: "Ik doe dit omdat ik een jood ben."
De zeventienjarige Konrad Pokriefke wordt tot een gevangenisstraf van 7 jaar veroordeeld en handhaaft zich uitstekend in de gevangenis. Hij haalt zijn eindexamen en geeft computercursussen aan gedetineerden. Toch vernielt hij het de door hem eigenhandig nagebouwde model van de Wilhelm Gustloff ten overstaan van zijn vader. Aan het eind van het verhaal constateert Paul dat er inmiddels een website bestaat om zijn zoon te steunen, www.kameradschaft-konrad-pokriefke.de.
Hij weet het nu zeker: "Het houdt niet op. Nooit houdt dat op."